# Pascual (obispo)
Pascual (Soria, ¿?-¿?, 5 de diciembre de 1275), religioso castellano, canónigo de la catedral de Baeza y obispo de Jaén desde 1250.

## Biografía
Fue propuesto por el cabildo de Jaén para obispo tras la muerte de Pedro Martínez y confirmado como tal por el arzobispo de Toledo, el Infante, Sancho de Castilla como administrador apostólico que era de Toledo por falta de edad.
Bajo su pontificado le dio título de Colegial a la Iglesia Mayor de Úbeda, que años antes Fernando III de Castilla había intitulado como iglesia con advocación a la Asunción de Nuestra Señora a la que era mezquita mayor en el Alcázar de Úbeda.
La Concordia que hizo el obispo fray Domingo de Soria en 1245 con la Orden de Calatrava siendo su maestre Fernando Ordóñez la confirmó en 1256 el obispo Pascual y convino de nuevo con el maestre de Calatrava, Pedro Yáñez, determinado en ella los derechos y provisiones que el obispo de Jaén y su arcediano habían de llevar en los lugares que poseía la Orden en el partido de Martos, y se hacía extensible a otros lugares que ganase la Orden. Y en cuanto a diezmos y primicias, que el obispo se llevase una parte y el maestre dos.
El obispo murió fuera de su obispado y su cuerpo fue llevado a la diócesis, donde se le dio sepultura en la catedral.